# Charles Palissot de Montenoy
Charles Palissot Montenoy (Nancy, 3 de janeiro de 1730 - Paris, 15 de junho de 1814) foi um dramaturgo francês conhecido por sua oposição ao Iluminismo e ao Partido dos Enciclopedistas; considerava-se um inimigo pessoal de Diderot. Ele é o autor de uma comédia, Os Filósofos, que causou enorme escândalo em 1760, pois nela satirizava todo o movimento iluminista, particularmente Voltaire, Diderot e Rousseau. Este último foi representado por um personagem que andava de quatro.